# Leonora (cantante)
Leonora Colmor Jepsen (Hellerup, 3 ottobre 1998) è una cantante danese.
Ha rappresentato la Danimarca all'Eurovision Song Contest 2019 con il brano Love Is Forever, classificandosi 12ª su 26 partecipanti nella finale.

## Biografia
Pattinatrice su ghiaccio professionista, Leonora ha abbandonato il suo sport per dedicarsi interamente alla musica. Ha partecipato a Dansk Melodi Grand Prix 2019, il programma di selezione danese per la ricerca del rappresentante nazionale eurovisivo, con Love Is Forever, un brano trilingue cantato in inglese, danese e francese, con qualche parola in tedesco. Nella finale del 23 febbraio 2019 è stata rivelata vincitrice, avendo ottenuto il 42% dei voti dal pubblico e dalla giuria sui tre superfinalisti, ottenendo la possibilità di rappresentare la Danimarca all'Eurovision Song Contest 2019. Dopo essersi qualificata dalla seconda semifinale del 16 maggio, si è esibita per sesta nella finale del 18 maggio successivo. Qui si è classificata 12ª su 26 partecipanti con 120 punti totalizzati, di cui 51 dal televoto e 69 dalle giurie. Ha vinto il voto della giuria italiana.

## Discografia

### Singoli
- 2019 – Love Is Forever